# Монети Третього Рейху
Монети Третього Рейху — це монети, що випускалися в нацистській Німеччині з 1933 по 1945 рік та номінувалися в рейхсмарках. До них також відносяться випущені за колишніми стандартами монети під час окупації Німеччини союзниками з 1945 по 1948 рік.
Умовно можна виділити 3 серії монет Третього Рейху. Оскільки офіційний устрій Німеччини в 1933 році не змінився, Гітлер став головою уряду як лідер партії, яка перемогла на виборах, то всі гроші Веймарської республіки зберегли статус законного платіжного засобу. У перші роки існування Третього Рейху монети для грошового обігу карбували такими ж само, що і до приходу націонал-соціалістів до влади. Подіями, які зумовили випуск нових монетних типів, стали розпорядження Гітлера від 5 квітня 1935 року та 7 березня 1936 року. Згідно з ними, герб часів Веймарської республіки був замінений на свастику, обрамлену вінком з дубового листя. На дубовому вінку розташовувався орел з повернутою праворуч головою та простертими крилами. Після 1936 року на реверсі монет Третього Рейху стали зображувати нову державну символіку.
Друга світова війна зачепила усі сфери господарства Третього Рейху. Процес не оминув і монетні двори. Враховуючи нестачу нікелю, а також потребу в ньому військової промисловості, монетним дворам було запропоновано ще в 1935 році підготувати відповідні технології для швидкої масової заміни нікелевих монет на аналог з інших металів. З початком Другої світової війни почався випуск монет з цинку та алюмінію, котрим було притаманно швидке псування. Монетні типи з нешляхетних металів, що використовувалися до війни, стали поступово вилучатися з обігу. Срібні монети були взагалі демонетизовані, тобто перестали виконувати роль законного платіжного засобу.

## Монетні типи Веймарської республіки
Хоч сучасна історіографія виділяє Веймарську республіку (1919—1933) та Третій Рейх (1933—1945), початок існування котрого датується роком приходу Гітлера до влади, офіційно політичний режим Німеччини в 1933 році не змінювався. Новий канцлер очолив уряд як лідер партії, яка перемогла на виборах. Усі гроші Веймарської республіки зберегли статус законних платіжних засобів. В перші роки існування Третього Рейху монети для грошового обігу карбували такими саме як до приходу нацистів до влади. Крім вказаних у таблиці номіналів, у Німеччині до оплати продовжували приймати наступні монети, карбування котрих на той час вже була припинена:
- Рентний пфенінг,
- мідні монети номіналом в 4 пфеніги (до 01.10.1933),
- срібні монети в 1 (до 01.04.1937), 2 (до 01.01.1940), 3 (до 01.10.1934) і 5 (до 01.04.1937) марок[1].

Також законним платіжним засобом до 1 березня 1942 року залишалися 1 та 2 пфеніги Німецької імперії, які були ідентичні за складом, діаметром та вагою аналогічним монетам Веймарської республіки. Крім того, золоті 10 та 20 марок випусків 1871—1915 років, хоч і не використовувалися в обігу у зв'язку перевищенням вартості металу в монеті номінальної вартості, офіційно були демонетизовані лише в 1938 році.
Монетні типи Веймарської республіки були демонетизовані та вилучені з обігу лише в 40-х роках XX століття, а саме 1 та 2 пфеніги — 1 березня 1942 року, 50 пфенігів — 1 серпня 1940 року. 5 та 10 пфенігів лишалися в обігу і після 1945 року.
| Аверс | Реверс | Номінал      | Діаметр, мм | Вага, г | Гурт        | Метал                      | Роки карбування | Тираж                 | Демонетизація                                                                                        |
| ----- | ------ | ------------ | ----------- | ------- | ----------- | -------------------------- | --------------- | --------------------- | --- |
|       |        | 1 пфенніг    | 17,5        | 2,0     | гладкий     | 0,950 Cu, 0,04 Sn, 0,01 Zn | 1933—1936       | Загалом — 290 302 167 | 01.03.1942                                                                                           |
|       |        | 2 пфенніга   | 20          | 3,333   | гладкий     | 0,950 Cu, 0,04 Sn, 0,01 Zn | 1936            | Заголом — 13 417 795  | 01.03.1942                                                                                           |
|       |        | 5 пфеннигів  | 18          | 2,5     | 84 насічки  | 0,915 Cu, 0,085 Al         | 1935—1936       | Загалом — 98 362 342  | Саар — 15.01.1948 ФРН — 1.09.1948 Західний Берлін — 20.03.1949 НДР — 03.04.1949 Австрія — 01.10.1950 |
|       |        | 10 пфеннигів | 21          | 4       | 90 насічок  | 0,915 Cu, 0,085 Al         | 1933—1936       | Загалом — 124 628 693 | Саар — 15.01.1948 ФРН — 1.09.1949 Західний Берлін — 20.03.1949 НДР — 03.04.1949 Австрія — 01.02.1949 |
|       |        | 50 пфеннигів | 20          | 3,5     | 126 насічок | Ni                         | 1933, 1935—1938 | Загалом — 46 469 708  | 01.08.1940                                                                                           |

## Довоєнні монети
Випуск нових монетних типів був початий відповідно до розпоряджень Гітлера від 5 листопада 1935 року та 7 березня 1936 року. Згідно з ними герб часів Веймарської республіки був замінений на свастику, оточену дубовим вінком. На дубовому вінку розташовувався орел з розверненою праворуч головою та розпростертими крилами. Після 1936 року на реверсі монет Третього Рейху стали зображати нову державну емблему. Виняток склала нікелева монета номіналом 1 марка, яка лишалася незмінною до закінчення її випуску в 1939 році. Першою обіговою монетою, яка була замінена після приходу Гітлера до влади, стала 1 марка. Раніше вона карбувалася зі сплаву срібла та міді, з 1933 року її почали випускати з нікелю. З появою нового державного герба в 1936 році почався процес заміни монетних типів Веймарської республіки на нові, що містили на реверсі імперського орла зі свастикою. Процес відбувався поступово. В 1936 році з'явилися нові 1, 2, 5 та 10 пфенігів, в 1938-му — 50 пфенігів. Також на 2 та 5 марках із зображенням Гінденбурга в 1936 році з'явився новий державний символ. Заміни уникла лише 1 марка.
Окреме місце займає монета 1935 року номіналом 50 пфенігів з алюмінію, відкарбована тиражем 140 млн екземплярів. До очікуваної війни готувалися усі галузі народного господарства Третього Рейху. Процес торкнувся монетних дворів. Враховуючи нестачу покладів нікелю, а також його необхідність для військових потреб, монетним дворам було доручено підготувати відповідні технології для швидкої масової заміни нікелевих монет на аналоги з інших металів. Підготовка виявилася потрібною та своєчасною. Невдовзі після вступу у війну Франції та Великої Британії в 1939 році, було припинено карбування грошей довоєнного зразка. З 1940 року в обіг надійшли низькопробні монети з цинку та алюмінію. Нікелеві 50 пфенігів та 1 марка були демонетизовані 1 серпня та 1 березня 1940 року відповідно і полягали переплавці. Цим пояснюється факт відносної рідкості нікелевих 50 пфенігів 1938—1939 років.
| Аверс | Реверс | Номінал      | Діаметр, мм | Вага, г | Гурт        | Метал                      | Роки карбування | Тираж                 | Демонетизація                                                                                        |
| ----- | ------ | ------------ | ----------- | ------- | ----------- | -------------------------- | --------------- | --------------------- | --- |
|       |        | 1 пфенніг    | 17,5        | 2,0     | гладкий     | 0,950 Cu, 0,04 Sn, 0,01 Zn | 1936—1940       | Загалом — 489 074 357 | 01.03.1942                                                                                           |
|       |        | 2 пфенніги   | 20          | 3,333   | гладкий     | 0,950 Cu, 0,04 Sn, 0,01 Zn | 1936—1940       | Загалом — 230 343 198 | 01.03.1942                                                                                           |
|       |        | 5 пфеннигів  | 18          | 2,5     | 84 насічки  | 0,915 Cu, 0,085 Al         | 1936—1939       | Загалом — 233 756 944 | Саар — 15.01.1948 ФРН — 1.09.1948 Західний Берлін — 20.03.1949 НДР — 03.04.1949 Австрія — 01.10.1950 |
|       |        | 10 пфеннигів | 21          | 4       | 90 насічок  | 0,915 Cu, 0,085 Al         | 1936—1939       | Загалом — 280 758 191 | Саар — 15.01.1948 ФРН — 1.09.1949 Західний Берлін — 20.03.1949 НДР — 03.04.1949 Австрія — 01.02.1949 |
|       |        | 50 пфеннигів | 22,5        | 1,333   | 72 насічки  | Al                         | 1935            | Загалом — 140 057 594 | Саар — 15.01.1948 ФРН — 1.09.1949 Західний Берлін — 14.10.1948 НДР — 01.11.1948 Австрія — 24.12.1947 |
|       |        | 50 пфеннигів | 20          | 3,5     | 126 насічок | Ni                         | 1938—1939       | Загалом — 40 200 331  | 01.08.1940                                                                                           |
|       |        | 1 марка      | 23          | 4,8     | Арабески    | Ni                         | 1933—1939       | Загалом — 436 394 269 | 01.03.1940                                                                                           |

### Пам'ятні монети
У Третьому Рейху кількість монетних типів, присвячених тій чи іншій події, на відміну від Веймарської республіки, було вкрай невеликим. Їх випуск здійснювався лише в перші роки правління Гітлера. 26 серпня 1941 року у зв'язку з активними військовими діями міністерство фінансів зобов'язало державні фінансові установи та банки вилучити з обігу відкарбовані раніше монети зі срібла, в тому числі і пам'ятні.
Першими пам'ятними монетами стали 2 та 5 марок, присвячені 450-річчю від дня народження ініціатора Реформації Мартіна Лютера. Їх особливістю стало використання в написі шрифту фрактури замість антикви. При цьому літери на гурті були виконані звичною для граверів антіквою. Сам же гуртовий напис уявляв собою перший рядок євангельського гімну «Господь наш меч», написаного Лютером в 1529 році.
| Аверс | Реверс | Номінал | Діаметр | Вага, г загальний/чистого срібла | Гурт                                                 | Метал              | Роки карбування | Тираж               | Демонетизація |
| ----- | ------ | ------- | ------- | -------------------------------- | ---------------------------------------------------- | ------------------ | --------------- | ------------------- | ------------- |
|       |        | 2 марки | 25 мм   | 8,0/5,0                          | EIN FESTE BURG IST UNSER GOTT (укр. Господь наш меч) | 0,625 Ag, 0,375 Cu | 1933            | Загалом — 1 000 100 | 26.08.1941    |
|       |        | 5 марок | 29 мм   | 13,889/12,5                      | EIN FESTE BURG IST UNSER GOTT (укр. Господь наш меч) | 0,900 Ag, 0,100 Cu | 1933            | Загалом — 200 000   | 26.08.1941    |

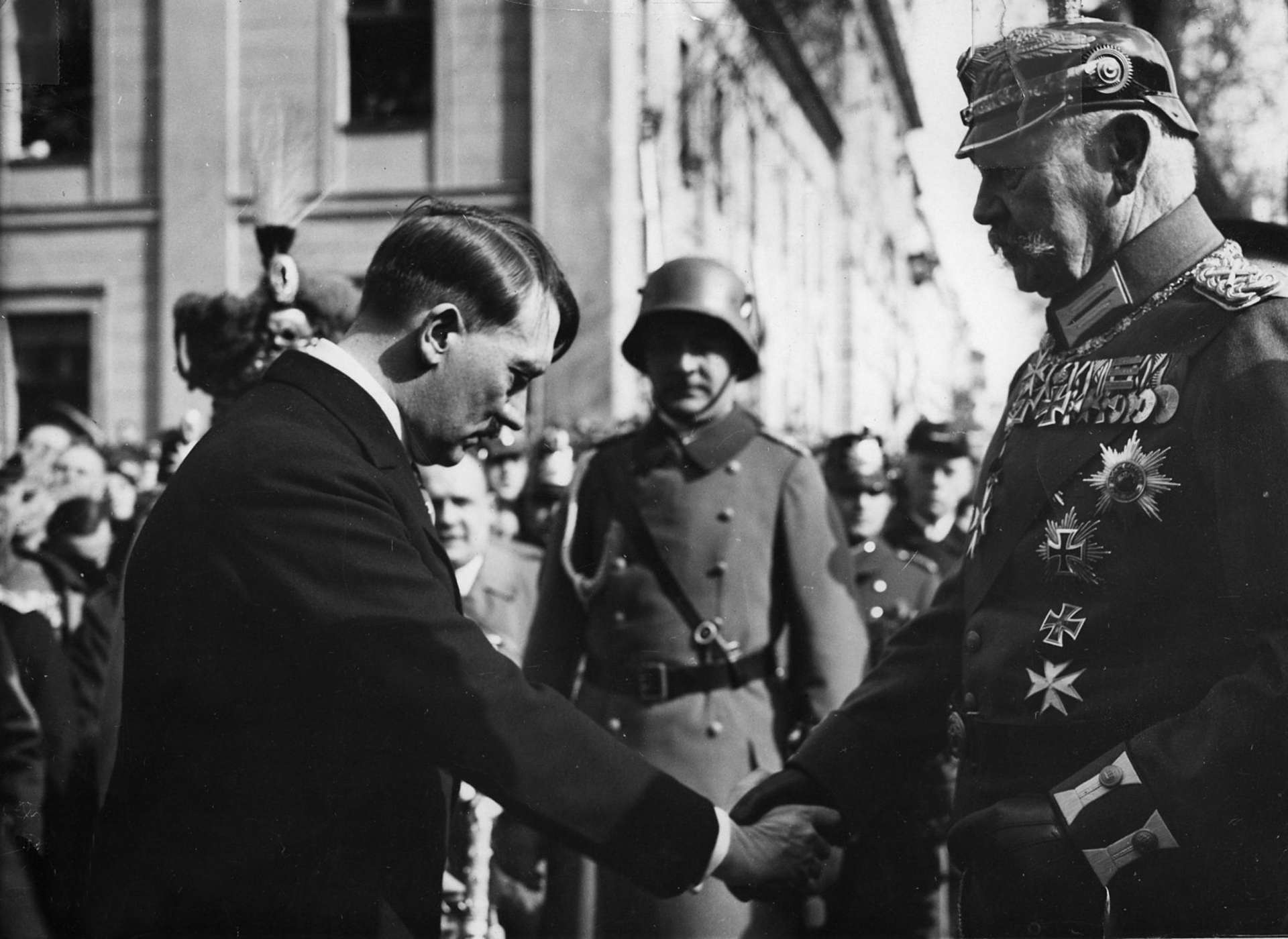
Символічне рукостискання перед Гарнізоною церквою

В 1934 році були випущені в обіг монети номіналом у 2 та 5 марок на честь річниці приходу Гітлера до влади. Вони несли також низку пропагандистських символів. Так, на її аверсі була зображена Гарнізонна церква, в якій був похований один із кумирів нового канцлера — король Фрідріх II. Саме в цій церкві 21 березня 1933 року відбулося приведення до присяги лідера націонал-соціалістів, а також перед нею відбулося символічне рукостискання з президентом Гінденбургом. На аверсі монети, крім самої Гарнізонної церкви, по сторонах від неї, вказана дата цієї події, так званого «Дня Потсдама» — «21. März 1933». При цьому рік «1933», розташований в правій частині, обмежений свастиками. Ця пам'ятна монета стала першою, на якій з'явився символ нацистської партії — свастика. Дві свастики також розташовувалися на реверсі.
Існує 2 монетних типи 5 марок із зображенням Гарнізонної церкви — з датою «21. März 1933» та без неї.
| Аверс | Реверс | Номінал | Діаметр | Вага, г загальна/чистого срібла | Гурт                                                                     | Метал              | Роки карбування | Тираж                | Демонетизація |
| ----- | ------ | ------- | ------- | ------------------------------- | ------------------------------------------------------------------------ | ------------------ | --------------- | -------------------- | ------------- |
|       |        | 2 марки | 25 мм   | 8,0/5,0                         | GEMEINNUTZ GEHT VOR EIGENNUTZ (укр. Загальне благо понад власного блага) | 0,625 Ag, 0,375 Cu | 1934            | Загалом — 5 000 000  | 26.08.1941    |
|       |        | 5 марок | 29 мм   | 13,889/12,5                     | GEMEINNUTZ GEHT VOR EIGENNUTZ (укр. Загальне благо понад власного блага) | 0,900 Ag, 0,100 Cu | 1934            | Загалом — 4 000 400  | 26.08.1941    |
|       |        | 5 марок | 29 мм   | 13,889/12,5                     | GEMEINNUTZ GEHT VOR EIGENNUTZ (укр. Загальне благо понад власного блага) | 0,900 Ag, 0,100 Cu | 1934—1935       | Загалом — 70 000 000 | 26.08.1941    |

Найбільш рідкісними монетами Третього Рейху є відкарбовані на честь 175-річчя німецького поета Фрідріха Шиллера 2 та 5 марок. На відміну від інших монет, що випускалися на всіх монетних дворах країни, тираж цих монет відбувся в столиці історичної області Німеччини Вюртемберга Штутгарті. Саме в цій області виріс та провів більшу частину свого життя Фрідріх Шиллер. Монета містить зображення поета, напівкругові написи «Friedrich Schiller» та «1759 — 1934» на аверсі. На гурті розташована цитата з найбільш відомого твору Шиллера «Вільгельм Телль» «ANS VATERLAND ANS TEURE SCHLIEß DICH AN», що дослівно означає «Прильни до дорогої вітчизни». Увесь вираз в літературному перекладі звучить як:
Всім серцем до вітчизни свої прильни ,

В любові до неї будь твердим та постійним.

Тут потужне коріння твоїх сил приховано,

А на чужині будеш самотній  —

Суха тростина, яку свіжий вітер зломить .
| Аверс | Реверс | Номінал | Діаметр | Вага, г загальний/чистого срібла | Гурт                                    | Метал              | Роки карбування | Тираж            | Демонетизація |
| ----- | ------ | ------- | ------- | -------------------------------- | --------------------------------------- | ------------------ | --------------- | ---------------- | ------------- |
|       |        | 2 марки | 25 мм   | 8,0/5,0                          | ANS VATERLAND ANS TEURE SCHLIEß DICH AN | 0,625 Ag, 0,375 Cu | 1934            | 1934 F — 300 000 | 26.08.1941    |
|       |        | 5 марок | 29 мм   | 13,889/12,5                      | ANS VATERLAND ANS TEURE SCHLIEß DICH AN | 0,900 Ag, 0,100 Cu | 1934            | 1934 F — 100 000 | 26.08.1941    |

Після смерті президента Гінденбурга в пам'ять про генерал-фельдмаршала в обіг надійшли срібні монети номіналом 2 та 5 марок. За своєю сутністю вони уявляли собою пам'ятні монети, однак у зв'язку з відсутністю нових подібних монет, їх продовжували карбувати до самого початку Другої світової війни. В 1940 році були створені пробні монети з зображенням Гітлера. Однак їх випуск був відкладений до перемоги у війні, і в обіг вони так і не надійшли.
| Аверс | Реверс | Номінал | Діаметр | Вага, г загальний/чистого срібла | Гурт                                                                     | Метал              | Роки карбування | Тираж                 | Демонетизація |
| ----- | ------ | ------- | ------- | -------------------------------- | ------------------------------------------------------------------------ | ------------------ | --------------- | --------------------- | ------------- |
|       |        | 2 марки | 25      | 8,0                              | GEMEINNUTZ GEHT VOR EIGENNUTZ (укр. Загальне благо понад власного блага) | 0,625 Ag, 0,375 Cu | 1936—1939       | Загалом — 129 304 279 | 26.08.1941    |
|       |        | 5 марок | 29      | 13,889                           | GEMEINNUTZ GEHT VOR EIGENNUTZ (укр. Загальне благо понад власного блага) | 0,9 Ag, 0,1 Cu     | 1935—1936       | Загалом — 91 082 400  | 26.08.1941    |
|       |        | 5 марок | 29      | 13,889                           | GEMEINNUTZ GEHT VOR EIGENNUTZ (укр. Загальне благо понад власного блага) | 0,9 Ag, 0,1 Cu     | 1935—1936       | Загалом — 52 516 547  | 26.08.1941    |